# William Sellers
William Sellers (19 de setiembre de 1824- 24 de enero de 1905) fue un ingeniero mecánico, fabricante, comerciante e inventor que creó más de 90 patentes, la más importante de las cuales consistió en el diseño de una rosca estándar, conocida como rosca Sellers, que se aplicó en toda Norteamérica. 

## Puestos
En 1864 fue elegido miembro de la American Philosophical Society y presidente del 
Instituto Franklin. Cuatro años después fue director elegido de la "Philadelphia, Wilmington and Baltimore Railroad" (compañía ferroviaria de Baltimore) y director de la Philadelphia and Reading Railroad (su par de Filadelfia). En 1873 fue elegido vicepresidente de la Centennial Exposition, Board of Finance. 
En 1873 fue elegido miembro de la Academia Nacional de Ciencias en Washington y desde ese año hasta 1887 fue presidente de William Butcher Steel Works. En 1875 también fue elegido miembro de la "Société d’encouragement pour l’industrie nationale" en París

## Reconocimientos
- Exposición de París de 1867 - Medalla de oro[2]
- Exposición de Viena de 1873 - Grand Diploma de Honor y cinco medallas de oro[2]
- Exposición de París de 1889 - Grand Prix, Chevalier de la Légion d'honneur[2]